# 天津市电子计算机研究所

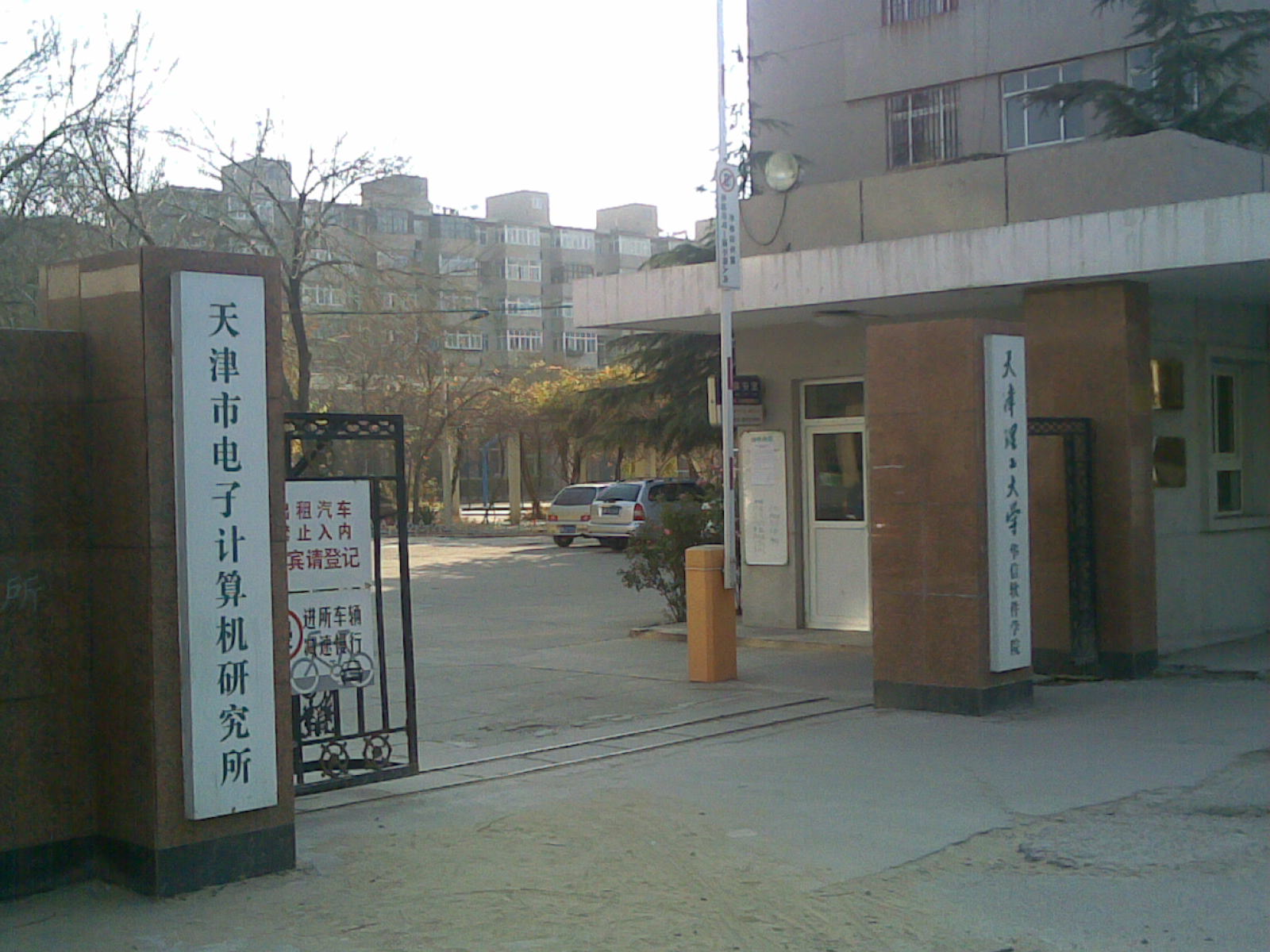
天津市电子计算机研究所正门

天津市电子计算机研究所（简称为TJS）是一家从事计算机系统、软、硬件研究与应用开发的综合型研究所。该研究所位于中国天津市河西区。

## 历史
天津市电子计算机研究所于1959年成立，原名是天津市无线电技术研究所，1982年，由无线电技术研究所改名为现在的名字。

### 1970年代
1970年代初，该所与清华大学等单位合作完成了中国第一台国产化小型计算机DJS130的设计制造工作。此后，该所独立研制了DJS130的后继系列产品，也就是中国1000系列小型机DJS135、155双机系统，成为了中国第一个能够生产和研制系列计算机的科研单位。

### 1980年代
1983年该所推出中国当时国内领先的准32位计算机，处理器型号为摩托罗拉MC6800和使用摩托罗拉MC6809处理器的准16位机系统，为中国大陆的高等院校和军方提供产品。1984年推出了中国首台以摩托罗拉MC6800为核心的16位多用户微机系统TG—0671。

### 1990年代至今
- 1990年推出采用UNIX系统的中国国产化多用户386系统，其智能用户卡技术在当时处于处于中国领先水平。
- 1991年与中国国务院机电部第六研究所等单位合作推出华胜3000系列超级微机工作站。
- 中国工商银行天津分行采用其开发的M—240双机系统，实现会计帐务，储蓄业务及通存通兑等业务。
- 中国国务院采用此研究所开发的办公厅办公自动化系统，实现办公自动化。
- 哈尔滨铁路局运营系统，采用超级小型机和多种微机的连网操作。
- 开发天津市交通与规划图形数据信息软件包、天津市儿童医院腹部麻醉手术方案及围麻期心律失常专家系统。
- 研制成功VAX3000工作站双机容错监控部件及8M/16M内存板。
- 98年被中国政府授予国家级软件骨干企业称号。
- 2000年该研究所进行了改制，由天津市的一所科研事业单位转制为高科技企业，之后它与天津理工大学合作成立华信软件学院。
- 2008年4月与微软公司成立天津微软技术中心。

### 研发中心
- 2008年天津市电子计算机研究所研发中心成立，至此天津市电子计算机研究所掀开了新的篇章。

## 研究所实体
- 先行公司
- 首佳公司
- 华信软件学院
- 华信软件学院教务管理系统
- 天津市计算机信息集成行业协会